# ارتم پوسپیلوف
ارتم پوسپیلوف (اوکراینی: Артем Андрійович Поспєлов؛ زادهٔ ۱۱ ژانویهٔ ۱۹۹۸) بازیکن فوتبال اهل اوکراین است.